# جوليان أبيل
جوليان أبيل (بالإنجليزية: Julian Abele)‏ ‏(30 أبريل 1881 - 23 أبريل 1950) هو معماري أمريكي.
وكان أبرز المعماريين الأمريكيين من أصل أفريقي، ورئيس المصممين في مكتب هوراس ترومباور. شارك في تصميم أكثر من 44 مبنى، ومنهم مكتبة وايدنر التذكارية في جامعة هارفارد، والمكتبة المركزية في فيلادلفيا ومتحف الفن في فيلادلفيا.

## خلفيته
ولد جوليان أبيل في فيلادلفيا لعائلة بارزة. جده من جهة أمه روبرت جونز، الذي أسس في أواخر القرن الثامن عشر كنيسة المدينة المشيخية المركزية في شارع لومبارد في عام 1974، وهي أول كنيسة لذوي البشرة السوداء في فيلادلفيا. عمل ابن أخيه جوليان أبيل كوك منسق بناء لدى جامعة هوارد، وكان ابن جوليان أبيل، جوليان فرنسيس أبيل جونيور، مهندسًا معماريًّا.
عمل أبيل باستخدام العديد من الوسائط: الألوان المائية، الطباعة الحجرية، التنميش وأقلام الرصاص، الخشب، الحديد، الذهب، الفضة. صمم وبنى بنفسه كل قطع الأثاث الخاصة به، حتى أنه كان يحيك القطبة المتصالبة الصغيرة بنفسه. في حين كان يعرف العديد من الطرازات التاريخية، بدا أنه يحبذ طراز لويس الرابع عشر الفرنسي أكثر من غيره.

## سيرته المهنية
مباشرةً بعد تخرجه من جامعة بنسيلفانيا في عام 1902، سافر أبيل غربًا نحو سبوكين في ولاية واشنطن، حيث صمم منزلًا لأخته إليزابيث أبيل كوك، قبل أن يعود إلى الشرق. في عام 1906 انضم أبيل إلى شركة ترومباور كمساعد لكبير المصممين فرانك سيبرغر. حين غادر سيبرغر الشركة في عام 1909، رُقي أبيل إلى منصبه كبيرًا للمصممين. لم يكن وضع أبيل في الشركة سرًّا؛ كان ثاني أعلى الموظفين أجرًا. كان مهندسًا معماريًّا.
درس مؤرخ الفنون ديفيد ب. براوني الجهود التي دامت 14 عامًا لتصميم وبناء متحف فيلادلفيا للفنون، 1914-1928. يعزو تخطيط البناء ودراسته الكتلية إلى المعماري هاول لويس شاي، ولكنه يذكر أن الرسوم النهائية للمنظور رسمت بيد أبيل بلا شك. يُعزى تصميم الشرف الخارجية، بما فيها الدرج الأمامي المحتفى به في فيلم روكي عام 1976 كذلك إلى أبيل.
بعد وفاة ترومباور في عام 1938، استمرت الشركة حتى عام 1950 تحت اسم «مكتب هوراس ترومباور»، برئاسة كل من أبيل وويليام أو. فرانك. كان من الصعب الحصول على تفويضات للبناء خلال الكساد والحرب العالمية الثانية، ولكن الشركة أنهت ملعب ديوك الداخلي في جامعة ديوك في عام 1940، والذي تغيرت تسميته لاحقًا إلى ملعب كاميرون الداخلي في عام 1972، وأضاف لاحقًا بعض الملحقات لمكتبة ديوك (1948) وصمم مبنى ديوك ألين الإداري (1954).
حين انضم أبيل إلى المعهد الأمريكي للمعماريين في عام 1942، سماه مدير متحف فنون فيلادلفيا «أحد أكثر المصممين حساسيةً في أمريكا». وصفته مجلة سميثسونيان ماغازين في مقال استذكر سيرته المهنية بأنه «ربما يكون أكثر [مهندس معماري أسود] براعةً في عصره».
رغم كونه المصمم الرئيسي لجامعة ديوك، فقد رفضت إقامة أبيل في فندق دورهام خلال زيارته الحرم الجامعي. ومع أن صورته لم تعرض في الجامعة حتى عام 1988، فالساحة الرئيسية في جامعة ديوك أصبحا اسمها الآن رسميًّا ساحة أبيل بوجود لوحة إهداء بارزة تحمل اسمه في أكثر مكان ازدحامًا في الحرم الجامعي.

## حياته الشخصية
في عام 1925، وبعمر 44 عامًا، تزوج مارغريت بول، وهي عازفة بيانو فرنسية أصغر منه بعشرين عامًا. وقد أنجبا ثلاثة أطفال: جوليان أبيل جونيور، مارغريت ماري أبيل (توفيت في الصغر)، وناديا بولانغر أبيل. تركته مارغريت في عام 1935، لتصبح الزوجة العرفية لمغني الأوبيرا جوزيب كوفاليفسكي، الذي أنجبت منه ثلاثة أطفال أيضًا. لأن أبيل لم يجرِ معاملات الطلاق، فقد شارك أبناء كوفاليفسكي في ميراثه.
توفي بنوبة قلبية في عام 1950، في فيلادلفيا، وهو مدفون في مقبرة إيدين (عدن) في كولينغديل في ولاية بنسلفانيا.